# Max Thompson
Max Thompson (Liverpool, Inglaterra; 31 de diciembre de 1956 – 27 de junio de 2023) fue un futbolista y entrenador de fútbol inglés que jugó en la posición de defensa central.

## Carrera

### Jugador
| Periodo   | Club                        |
| --------- | --------------------------- |
| 1973–1977 | Liverpool FC                |
| 1977–1981 | Blackpool FC                |
| 1977      | → Dallas Tornado (cedido)   |
| 1978      | → Dallas Tornado (cedido)   |
| 1980      | → Seattle Sounders (cedido) |
| 1981–1983 | Swansea City AFC            |
| 1983      | AFC Bournemouth             |
| 1983      | → Port Vale FC (cedido)     |
| 1983–1985 | Baltimore Blast             |
| 1985–1986 | Académica de Coimbra        |
| 1986      | Northwich Victoria FC       |
| 1987      | Caernarfon Town FC          |
| 1988      | Fleetwood Town FC           |
| 1988–1989 | Newport County FC           |
| 1989      | Kramfors                    |
| 1989–1992 | Southport FC                |

### Entrenador
A finales de los años 1990 fue entrenador del Knowsley United FC antes de ser preparador físico del Liverpool FC y el Southport FC.

## Logros
- Community Shield (1): 1974